# HMS Aeolus (1801)
Pour les autres navires du même nom, voir HMS Aeolus.
Le HMS Aeolus est une frégate en bois de cinquième rang de la Royal Navy. Lancée en 1801, elle servit durant les guerres de la Révolution française, les guerres napoléoniennes et durant la guerre anglo-américaine de 1812.